# Тіас (авіабаза)
Тіас (також Тіяс, Т4) — авіабаза ВПС Сирійської арабської армії, що знаходиться на південний захід від міста Тіас. В 1970-ті та 1980-ті роки Радянський Союз час від часу користувався цією базою для розміщення літаків морської авіації. З цієї бази літаки вирушали на патрулювання східної частини Середземного моря та спостереження за Американським флотом в цьому регіоні.

## Громадянська війна в Сирії
Військова база (яку також називають, зокрема, англ. T4), розташована на захід від міста (34°31′07″ пн. ш. 37°37′57″ сх. д. / 34.518651° пн. ш. 37.632380° сх. д.) мала важливе значення для режиму Башара аль-Асада під час громадянської війни. На ній знаходились не менше трьох ескадрилей винищувачів-бомбардувальників, одна вертолітна ескадрилья, та, зокрема, Су-24М2. На базі також дислокувались зняті з озброєння МіГ-25. Попри своє велике значення, база має єдину злітно-посадкову смугу.
У відповідь на стрімкий наступ бойовиків Ісламської держави в середині та кінці 2014 року на базу були перекинуті додаткові сили: літаки Л-39 «Альбатрос» та щонайменше чотири вертольоти Мі-8/Мі-17.
В жовтні-листопаді 2015 на базі з'явились 5 вертольотів (ймовірно Мі-24) зі складу Російського військового контингенту в Сирії.
14 травня 2016 року ІДІЛ заявила про здійснений нею удар по базі Т4, внаслідок чого була знищена техніка та склади з боєприпасами. Вже 24 травня аналітики фірми Stratfor на основі супутникових знимків підтвердили, що, серед іншого, внаслідок артилерійського удару було знищено 4 гелікоптери Мі-24, 1 літак МіГ-25 (який вже ймовірно був непрацездатний), та склад боєприпасів.
18 червня 2017 року F/A-18E авіації ВМС США ракетою AIM-120 AMRAAM збив сирійський Су-22 після того, як той завдав бомбового удару по опозиційних силах курдів (Сили демократичної Сирії, СДС — SDF), які знаходились на південний захід від міста Ракка та брали участь в операції проти ІДІЛ. За непідтвердженими даними Су-22М-4 входив до складу 827-ї ескадрильї на авіабазі T4, пілот лейтенант-полковник Фахд Алі.